# Леццерини, Лука
Лука Леццерини (итал. Luca Lezzerini; род. 24 марта 1995, Рим) — итальянский футболист, вратарь клуба «Брешия».

## Карьера
Леццерини является воспитанником футбольного клуба «Фиорентина». В сезоне 2011/2012 он стал выступать за молодёжный состав клуба, в 2014 году был переведён в основной состав и присутствовал в заявках на матчи в качестве резервного вратаря. 1 ноября 2015 года Леццерини дебютировал за «Фиорентину» в Серии A, заменив получившего травму Чиприана Тэтэрушану на 71-й минуте матча против «Фрозиноне».
В 2010 году Леццерини сыграл три матча за сборную Италии среди игроков до 16 лет. В 2010-2012 годах он в 17 матчах защищал ворота сборной Италии среди игроков до 17 лет. В 2012 и 2013 годах Леццерини провёл четыре матча в составе сборной Италии до 19 лет.